# Kerion
Kerion é uma banda de metal sinfônico da França.

## Membros
- Remi - guitarra
- Sylvain - guitarra
- Cristophe - letras
- Sam - bateria
- Flora - vocais
- Stéphane - baixo

## Ex membros
- Elise Granier - vocal

## Discografia
- Conspiracy of Darkness (2003) (demo)
- The Last Sunset (2005)
- Holy Creatures Quest (2008)
- The Origins (2010)
- CloudRiders Part 1: Road to Skycity (2012)
- CloudRiders Part 2: Technowars (2015)